# Gia Sandhu
Gia Sandhu (Toronto, 15 september 1991) is een Canadese actrice.

## Biografie
Sandhu werd geboren in Toronto op 15 september 1991. In de middelbare school realiseerde ze zich dat ze actrice wilde worden. Ze volgde een jaar lang de theateropleiding aan de Universiteit van Victoria, gevolgd door een opleiding aan de National Theatre School of Canada in Montreal. Na haar afstuderen kreeg ze haar eerste filmrollen. Later studeerde ze af aan het Conservatory of Actors.
In 2021 speelde ze de rol van mevrouw Perumal in acht afleveringen van The Mysterious Benedict Society, een televisieserie voor kinderen. Sinds 2022 speelt ze in Star Trek: Strange New Worlds de terugkerende rol van T'Pring, de verloofde van Spock.

## Filmografie
- Library of Congress Control Number: no2019015594
- Virtual International Authority File: 14154921318463591718
- WorldCat: E39PBJkpbfQrxyrXH4DyMgB9Dq